# Šamkirski rajon
Šamkirski rajon (azerski: Şəmkir rayonu) je jedan od 66 azerbajdžanskih rajona. Šamkirski rajon se nalazi na zapadu Azerbajdžana. Središte rajona je Šamkir. Površina Šamkirskog rajona iznosi 1.660 km². Šamkirski rajon je prema popisu stanovništva iz 2009. imao 191.428 stanovnika, od čega su 96.183 muškarci, a 95.245 žene.
Šamkirski rajon se sastoji od 57 općina.